# Gregory Kuisch
Gregory Kuisch (Gouda, 14 maart 2000) is een Nederlands voetballer die als verdediger speelt.

## Carrière
Gregory Kuisch speelde in de jeugd van USV Hercules en PSV, waar hij in 2019 een contract tot 2021 tekende. In het seizoen 2018/19 zat hij een wedstrijd op de bank bij Jong PSV, maar kwam nog niet actie. Zijn debuut in het betaald voetbal voor Jong PSV kwam het seizoen erna, op 16 augustus 2019 in de met 3-2 verloren uitwedstrijd tegen Almere City FC. Kuisch kwam in de 90e minuut in het veld voor Robin Lauwers. Op 30 augustus, in de met 3-0 verloren uitwedstrijd tegen Jong FC Utrecht, viel hij weer in. Op de laatste dag van de transferperiode, 2 september, werd Kuisch voor het seizoen 2019/20 verhuurd aan KSV Roeselare. Medio 2021 liep zijn contract bij PSV af. Per oktober 2021 verbond Kuisch zich aan het Duitse VfB Lübeck dat uitkomt in de Regionalliga Nord. Na een jaar vertrok hij naar het Noorse Hønefoss BK waar zijn contract met ingang van 2024 werd ontbonden. Kuisch werd in het begin van het seizoen 2024/25 opgepikt door IJsselmeervogels.

## Clubstatistieken
| Seizoen                     | Club            | Land      | Competitie      | Competitie | Competitie | Beker | Beker | Totaal | Totaal |
| Seizoen                     | Club            | Land      | Competitie      | Wed.       | Dlp.       | Wed.  | Dlp.  | Wed.   | Dlp.   |
| --------------------------- | --------------- | --------- | --------------- | ---------- | ---------- | ----- | ----- | ------ | ------ |
| 2018/19                     | Jong PSV        | Nederland | Eerste divisie  | 0          | 0          | –     | –     | 0      | 0      |
| 2019/20                     | Jong PSV        | Nederland | Eerste divisie  | 2          | 0          | –     | –     | 2      | 0      |
| 2019/20                     | → KSV Roeselare | België    | Eerste klasse B | 2          | 0          | 0     | 0     | 2      | 0      |
| 2020/21                     | Jong PSV        | Nederland | Eerste divisie  |            |            |       |       |        |        |
| 2021/22                     | VfB Lübeck      | Duitsland | Regionalliga    | 4          | 0          | 0     | 0     | 4      | 0      |
| Carrièretotaal              |                 |           |                 | 8          | 0          | 0     | 0     | 8      | 0      |
| Bijgewerkt op 11 april 2022 |                 |           |                 |            |            |       |       |        |        |